# 聞いて下さい私の人生〜藤圭子コレクション
『聞いて下さい私の人生〜藤圭子コレクション』（きいてくださいわたしのじんせい ふじけいこコレクション）は、藤圭子のCD-BOXである。2000年12月20日発売。発売元はBMGファンハウス。規格品番はBVCK-37085/90。限定生産商品である。

## 解説
1969年にシングルレコード「新宿の女」（JRT-1037）でレコード・デビューを果たしてから30周年を迎えた時期に発売された、藤圭子のCD-BOX。プラスチック製スリムケース入りのCD-DA計6枚とブックレット計2冊が三方背クリアケースに収まったボックス・セットである。
各ディスクにはサブ・タイトルが付与されている。ディスク1と2は「シングル・コレクション1」「シングル・コレクション2」、ディスク3は「ブルース」、ディスク4は「怨歌，任侠，さすらい」、ディスク5は「昭和の名曲」、ディスク6は「リサイタル」で、それぞれのテーマやカテゴリに収まる楽曲が選ばれ収録されている。
ブックレットは1冊が歌詞本、もう1冊は活動当時の写真やシングル、アルバムのディスクジャケット写真、ベスト・アルバムを除いたディスコグラフィなど 、資料アーカイブを主とした冊子である。本CD-BOX発売に際した藤圭子本人コメントの掲載は無いが、小西良太郎（音楽評論家）やサエキけんぞう（音楽家）による寄稿文、黒澤進（音楽評論家）による藤圭子の出演映画解説、監修者である高護のライナーノーツ、湯浅学（音楽評論家）によるディスクごとの解説文が掲載されている。
本アルバムの収録曲は、デビューから引退表明をした1979年まで、1970年代に発表された楽曲で構成されている点が特徴。1980年代に入り、ソニー・ミュージック系列から「藤圭似子」名義で発表したシングルやアルバムも あるが、それらからは収録されていない。2010年11月にはソニー・ミュージック時代の楽曲も含めてボックス化した 第3弾CD-BOX『艶・怨・演歌』（DYCL-1695）も通販CDとしてソニー・レコードから発売された。
タイトルになっている「聞いて下さい私の人生」は、1976年8月25日にシングルレコードA面曲（RVS-1027）として発売された楽曲名でもある。同名のライブ・アルバム『聞いて下さい私の人生/デビュー七周年記念 藤圭子リサイタル』（RVL-2001/2）も1976年に発表されている。

## 収録曲

### Disc 1 シングル・コレクション1
1. 新宿の女（3:40）
  - 作詞: 石坂まさを・みずの稔、作曲: 石坂まさを、編曲: 小谷充
2. 女のブルース（3:55）
  - 作詞: 石坂まさを、作曲: 猪俣公章、編曲: 成田征英
3. 圭子の夢は夜ひらく（4:11）
  - 作詞: 石坂まさを、作曲: 曾根幸明、編曲: 原田良一
4. 命預けます（3:27）
  - 作詞・作曲: 石坂まさを、編曲: 曾根幸明
5. 女は恋に生きてゆく（3:09）
  - 作詞・作曲: 石坂まさを、編曲: 池多孝春
6. さいはての女（3:58）
  - 作詞: 石坂まさを、作曲: 彩木雅夫、編曲: 池多孝春
7. 恋仁義（3:46）
  - 作詞: 石坂まさを、作曲・編曲: 曾根幸明
8. みちのく小唄（3:22）
  - 作詞: 石坂まさを、作曲: 野々卓也、編曲: 池多孝春
9. 愛の巡礼（3:42）
  - 作詞: 浅木じゅん、作曲: 石坂まさを、編曲: 高田弘
10. 知らない町で（3:25）
  - 作詞: 石坂まさを、作曲・編曲: 曾根幸明
11. 京都から博多まで（3:26）
  - 作詞: 阿久悠、作曲: 猪俣公章、編曲: 池多孝春
12. 別れの旅（4:16）
  - 作詞: 阿久悠、作曲: 猪股公章、編曲: 池多孝春
13. 花は流れて（4:05）
  - 作詞: 石坂まさを、作曲: 鈴木邦彦、編曲: 池多孝春
14. 悲しみの町（3:43）
  - 作詞: 石坂まさを、作曲: 浜圭介、編曲: 龍崎孝路
15. 明日から私は（3:37）
  - 作詞: 山上路夫、作曲・編曲: 鈴木邦彦
16. 花小唄（3:43）
  - 作詞: 石坂まさを、作曲: 野々卓也、編曲: 池多孝春
17. 遍歴（3:48）
  - 作詞: 石坂まさを、作曲: 曽根幸明、編曲: 池多孝春
18. 演歌の星〜「演歌の星」より（2:34）
  - 作詞・作曲: 石坂まさを、編曲: 池多孝春
19. さよならの歌〜「演歌の星」より（3:08）
  - 作詞・作曲: 石坂まさを、編曲: 池多孝春

### Disc 2 シングル・コレクション2
1. 恋の雪割草（3:29）
  - 作詞: 山口洋子、作曲: 猪俣公章、編曲: 竹村次郎
2. 京都ブルース（3:31）
  - 作詞: なかにし礼、作曲・編曲: 馬飼野康二
3. 火の国小唄（3:14）
  - 作詞: 石坂まさを、作曲: 野々卓也、編曲: 池多孝春
4. 私は京都へ帰ります（3:52）
  - 作詞: 山口洋子、作曲: 猪俣公章、編曲: 池多孝春
5. 命火（4:35）
  - 作詞・作曲: 石坂まさを、編曲: 小杉仁三
6. あなたの噂（3:56）
  - 作詞: 山口洋子、作曲: 猪俣公章、編曲: 竹村次郎
7. 生きてるだけの女（3:24）
  - 作詞: 豊田利憲・浜岡幸、補作詞: 石坂まさを、作曲: 賀川幸生、編曲: 小山恭弘
8. さすらい（3:32）
  - 作詞: よしかわかおり、作曲: 遠藤実、編曲: 斉藤恒夫
9. はしご酒（3:48）
  - 作詞: はぞのなな、作曲: 赤坂通、編曲: 小山恭弘
10. 女だから（3:01）
  - 作詞: 小谷夏、作曲: 中村泰士、編曲: 馬飼野俊一
11. 聞いて下さい私の人生（3:38）
  - 作詞・作曲: 六本木哲、補作曲: 岡千秋、編曲: 池多孝春
12. 哀愁酒場（3:38）
  - 作詞: 石坂まさを、作曲: 平尾昌晃、編曲: 龍崎孝路
13. 貴方ひとすじ（3:32）
  - 作詞: 石坂まさを、作曲: 若林いさむ、編曲: 池多孝春
14. 面影平野（4:00）
  - 作詞: 阿木燿子、作曲: 宇崎竜童、編曲: 馬飼野俊一
15. 銀座流れ唄（4:07）
  - 作詞: 阿木燿子、作曲: 宇崎竜童、編曲: 大村雅朗
16. 酔い酔い酒場（3:28）
  - 作詞: 阿木燿子、作曲: 宇崎竜童、編曲: 小山恭弘
17. 北の港町（3:52）
  - 作詞・作曲: 遠藤実、編曲: 斉藤恒夫
18. 可愛い女（4:01）
  - 作詞: 中山大三郎、作曲: 船村徹、編曲: 栗田俊夫

### Disc 3 ブルース
1. あなた任せのブルース（3:06）
  - 作詞: 石坂まさを、作曲: 森川登、編曲: 池多孝春
2. 涙のブルース（3:16）
  - 作詞: 石坂まさを、作曲: 猪俣公章、編曲: 原田良一
3. 夜のブルース（3:54）
  - 作詞・作曲: 石坂まさを、編曲: 原田良一
4. 恍惚のブルース（3:32）
  - 作詞: 川内康範、作曲: 浜口庫之助、編曲: 竹村次郎、原曲: 青江三奈
5. 一人ぼっちのブルース（3:51）
  - 作詞: 神坂薫、作曲: 鈴木邦彦、編曲: 龍崎孝路
6. 黒髪ブルース（3:53）
  - 作詞: 川内康範、作曲: 森川範一、編曲: 池多孝春
7. 港町ブルース（4:07）
  - 作詞: 深津武志、補作詞: なかにし礼、作曲: 猪俣公章、編曲: 竹村次郎、原曲: 森進一
8. 雨のブルース（2:55）
  - 作詞: 野川香文、作曲: 服部良一、編曲: 池多孝春、原曲: 淡谷のり子
9. 赤と黒のブルース（3:43）
  - 作詞: 宮川哲夫.、作曲: 吉田正、編曲: 成田征英、原曲: 鶴田浩二
10. 長崎ブルース（3:29）
  - 作詞: 吉川静夫、作曲: 渡久地政信、原曲: 青江三奈[2]
11. 大阪女のブルース（3:25）
  - 作詞: 石坂まさを、作曲: 猪俣公章、編曲: 池多孝春
12. 花のブルース（3:40）
  - 作詞: 石坂まさを、作曲: 猪俣公章、編曲: 池多孝春
13. 波止場女のブルース（3:30）
  - 作詞: なかにし礼、作曲: 城美好、編曲: 竹村次郎、原曲: 森進一
14. 花街ブルース（4:22）
  - 作詞: 石坂まさを、作曲: 宮本悦朗、編曲: 小山恭弘
15. 盛り場ブルース（5:28）
  - 作詞: 藤三郎、補作詞: 村上千秋、作曲: 城美好、編曲: 小山恭弘、原曲: 森進一
16. 暗い港のブルース (ザ・キング・トーンズ)（3:38）
  - 作詞: なかにし礼、作曲: 早川博二、編曲: 小谷充、原曲: ザ・キング・トーンズ

### Disc 4 怨歌，任侠，さすらい
1. 生命ぎりぎり（3:38）
  - 作詞・作曲: 石坂まさを、編曲: 池多孝春
2. 女の流れ唄（3:15）
  - 作詞: 石坂まさを、作曲・編曲: 曾根幸明
3. 女は悲しい花でしょうか（3:55）
  - 作詞: 石坂まさを、作曲・編曲: 曾根幸明
4. 涙ひとしずく（4:16）
  - 作詞: 石坂まさを、作曲: 野々卓也、編曲: 池多孝春
5. 十九のつぼみ（4:10）
  - 作詞: 穂高五郎、作曲: 城美好、編曲: 龍崎孝路
6. 四月の花まつり（3:14）
  - 作詞: 橋本淳、作曲: 筒美京平、編曲: 高田弘
7. こわれ人形の詩（4:14）
  - 作詞: 山口洋子、作曲: 野々卓也、編曲: 龍崎孝路
8. ネオン花哀歌（3:54）
  - 作詞: 山口洋子、作曲: さの秀祐、編曲: 池多孝春
9. それがどうしてこうなった（3:32）
  - 作詞: 阿久悠、作曲: 三原慶、編曲: 馬飼野康二
10. 国際線に乗る女（3:51）
  - 作詞: 阿久悠、作曲・編曲: 森田公一
11. 愛と罰（3:39）
  - 作詞: 石坂まさを、作曲: 沢田研二、編曲: 川口真
12. 恋のまどろみ（3:41）
  - 作詞: 川内康範、作曲・編曲: 曾根幸明
13. 怨み節（3:33）
  - 作詞: 伊藤俊也、作曲: 菊池俊輔、編曲: 池多孝春、原曲: 梶芽衣子
14. 圭子の網走番外地（3:26）
  - 作詞: 石坂まさを、作曲: 不詳、編曲: 池多孝春
15. 唐獅子牡丹（3:28）
  - 作詞・作曲: 水城一狼、補作詞: 矢野亮、編曲: 池多孝春
16. 緋牡丹博徒（3:42）
  - 作詞・作曲: 渡辺岳夫、編曲: 池多孝春、原曲: 富司純子 （藤純子）
17. 東京流れもの（3:21）
  - 作詞: 石坂まさを、作曲: 不詳、編曲: 原田良一
18. ネリカンブルース（4:05）
  - 作詞: 若杉嵐、作曲: 不詳、編曲: 池多孝春
19. 御用牙（3:49）
  - 原作: 小池一雄、作詞: 石坂まさを、作曲・編曲: 曾根幸明

### Disc 5 昭和の名曲
1. 遠くへ行きたい（3:14）
  - 作詞: 永六輔、作曲: 中村八大、編曲: 池多孝春、原曲: ジェリー藤尾
2. アカシヤの雨がやむ時（3:46）
  - 作詞: 水木かおる、作曲: 藤原秀行、編曲: 原田良一、原曲: 西田佐知子
3. 黒い花びら（2:12）
  - 作詞: 永六輔、作曲: 中村八大、編曲: 佐藤けんじ、原曲: 水原弘
4. 川は流れる（3:22）
  - 作詞: 横井弘、作曲: 桜田誠一、編曲: 池多孝春、原曲: 仲宗根美樹
5. 池袋の夜（3:35）
  - 作詞: 吉川静夫、作曲: 渡久地政信、編曲: 池多孝春、原曲: 青江三奈
6. なみだ恋（3:11）
  - 作詞: 悠木圭子、作曲: 鈴木淳、編曲: あかのたちお、原曲: 八代亜紀
7. 南国土佐を後にして（4:02）
  - 作詞・作曲: 武政英策、編曲: 池多孝春、原曲: ペギー葉山
8. 出世街道（2:58）
  - 作詞: 星野哲郎、作曲: 市川昭介、編曲: 池多孝春、原曲: 畠山みどり
9. 北国の春（4:11）
  - 作詞: いではく、作曲: 遠藤実、編曲: 斉藤恒夫、原曲: 千昌夫
10. 別れの朝（4:47）
  - 作詞: なかにし礼、作曲: Udo Jurgens、編曲: 龍崎孝路、原曲: ペドロ&カプリシャス
11. 知りすぎたのね（3:14）
  - 作詞・作曲: なかにし礼、編曲: 高田弘、原曲: ロス・インディオス
12. 北国行きで（3:55）
  - 作詞: 山上路夫、作曲: 鈴木邦彦、編曲: 龍崎孝路、原曲: 朱里エイコ
13. ひとり寝の子守唄（3:05）
  - 作詞・作曲: 加藤登紀子、編曲: 青木望、原曲: 加藤登紀子
14. 君恋し（4:15）
  - 作詞: 時雨音羽、作曲: 佐々紅華、編曲: 原田良一、原曲: 二村定一

### Disc 6 リサイタル
1. 新宿の女（1:15）
  - 作詞: 石坂まさを・みずの稔、作曲: 石坂まさを、編曲: 小谷充
2. 女のブルース（2:22）
  - 作詞: 石坂まさを、作曲: 猪俣公章、編曲: 成田征英
3. 圭子の夢は夜ひらく（2:31）
  - 作詞: 石坂まさを、作曲: 曾根幸明、編曲: 原田良一
4. 命預けます（2:20）
  - 作詞・作曲: 石坂まさを、編曲: 曾根幸明
5. 港が見える丘（3:26）
  - 作詞・作曲: 東辰三、編曲: 池多孝春、原曲: 平野愛子
6. 星の流れに（3:58）
  - 作詞: 清水みのる、作曲: 利根一郎、編曲: 池多孝春、原曲: 菊池章子
7. 銀座カンカン娘（2:41）
  - 作詞: 佐伯孝夫、作曲: 服部良一、編曲: 池多孝春、原曲: 高峰秀子
8. カスバの女（3:25）
  - 作詞: 大高ひさを、作曲: 久我山明、編曲: 池多孝春、原曲: エト邦枝
9. 潮来笠（2:55）
  - 作詞: 佐伯孝夫、作曲: 吉田正、編曲: 池多孝春、原曲: 橋幸夫
10. 雪のブルース（3:04） - 歌の前にMCあり
  - 作詞: 石坂まさを、作曲: 浜圭介、編曲: 池多孝春
11. 一人ぼっちのブルース（2:19）
  - 作詞: 神坂薫、作曲: 鈴木邦彦、編曲: 池多孝春
12. 生きてるだけの女（3:07）
  - 作詞: 豊田利憲・浜岡幸、補作詞: 石坂まさを、作曲: 賀川幸生、編曲: 池多孝春
13. 面影平野（2:58）
  - 作詞: 阿木燿子、作曲: 宇崎竜童、編曲: 森岡賢一郎
14. 京都から博多まで（4:26） - 歌の後にMCあり
  - 作詞: 阿久悠、作曲: 猪俣公章、編曲: 今泉俊昭
15. 別れの旅（3:19）
  - 作詞: 阿久悠、作曲: 猪俣公章、編曲: 今泉俊昭
16. 圭子の夢は夜ひらく（3:23）
  - 作詞: 石坂まさを、作曲: 曾根幸明、編曲: 今泉俊昭